# Eugeniusz Rajnik
Eugeniusz Rajnik (ur. 11 listopada 1946 w Rypinie) – polski językoznawca, germanista i skandynawista, profesor Uniwersytetu im. Adama Mickiewicza w Poznaniu.

## Kariera naukowa
W 1970 roku ukończył filologię germańską na Wydziale Neofilologii UAM. W 1975 obronił pracę doktorską Zusammenbildungen im Deutschen und Dänischen. Od 1975 do 1984 roku pracował jako adiunkt w Instytucie Filologii Germańskiej, a od 1984 do 1989 roku w Katedrze Skandynawistyki UAM. W 1988 roku, na podstawie rozprawy Tautonyme Personenbezeichnungen im Dänischen und Polnischen. Eine kontrastive Studie, otrzymał stopnień doktora habilitowanego. Od 1989 do 1993 roku zatrudniony był jako docent, potem od 1993 do 1998  roku jako profesor nadzwyczajny w Katedrze Skandynawistyki. W 2013 roku otrzymał tytuł profesora zwyczajnego.
Od 1991 do 2007 rok pełnił funkcję kierownika Katedry Skandynawistyki UAM. W latach 1993-1999 i od 2010 roku był kierownikiem Zakładu Języków Skandynawskich w tej jednostce.
W trakcie kariery naukowej wielokrotnie odbywał staże na uniwersytetach w Kopenhadze i Århus.

## Dorobek naukowy
Do zainteresowań naukowych Eugeniusza Rajnika należą: językoznawstwo duńskie i niemieckie (zwłaszcza morfologia i słowotwórstwo), językoznawstwo opisowe, kontrastywne i stosowane.
 Do jego najważniejszych publikacji naukowych należą:
- Tautonyme Personenbezeichnungen im Dänischen und Polnischen. Eine kontrastive Studie. Poznań: Wydawnictwo Naukowe UAM, 1987. ISBN 83-232-0017-3
- Gramatyka języka duńskiego. Morfologia, Poznań: Wydawnictwo Naukowe UAM, 1999. ISBN 83-232-1019-5
- Podstawy gramatyki języka duńskiego z ćwiczeniami. Poznań: Wydawnictwo Naukowe UAM, 2006.  ISBN 83-232-1627-4

- Wortbildung des Substantivs im Dänischen – explizite und implizite Derivation. Poznań: Wydawnictwo Naukowe UAM, 2011. ISBN 978-83-232-2373-3

- Podstawy gramatyki języka duńskiego z ćwiczeniami (wyd. II popr.). Poznań: Wydawnictwo Naukowe UAM, 2014. ISBN 978-83-232-2768-7